# Колибри (издателство)
 Тази статия е за българското издателство.  За птицата вижте Колиброви.  
„Колибри“ е българско издателство за съвременна литература с висока художествена стойност.

## История
Издателство „Колибри“ е основано през 1990 година от Силвия Вагенщайн, Раймонд Вагенщайн, Жечка Георгиева и Росица Ташева – едно от първите частни издателства, възникнали след 1989 г. в България.
Девизът за двадесетия юбилей на „Колибри“ гласи: „Да намериш време да четеш е като да намериш време да обичаш“.
Издателството е съосновател и член на Асоциация „Българска книга“.
Според данни на книжарите (наред с „Хермес“, „Обсидиан“, „Бард“ и „Егмонт“) „Колибри“ е неизменно начело по продажби в страната и се отличава с изключително висок престиж като марка. Годишно публикува около 150 нови заглавия, както и десетки допечатки на по-стари издания. Издателството притежава две собствени книжарници в София и два шоурума за продажби на едро.
Директор „Издателски стратегии и авторски права“ на издателство „Колибри“ е Жаклин Вагенщайн. След като завършва докторантура в Париж, Жаклин Вагенщайн се връща в България, за да продължи работата си в семейното издателство. Тя разширява дейността му в различни области на изкуствата, предприема стъпки и в посока развитие и прилагане на дигитални технологии и иновации в книгоиздаването.
Съосновател на издателството е Жечка Георгиева – български преводач, съставител и редактор на две книги с приказки – „Италиански класически приказки“ (1997) и „Златна книга на приказките“ (2005), автор на „Илюстрована енциклопедия на стайните растения“ (1999) и „Ние, гениите“ (2010).
С времето броят на издаваните книги се увеличава чувствително. Засилва се присъствието на издателството в медиите, а дейността на ИК „Колибри“ вече включва множество културни събития, съпроводени с покани за гостуване на десетки известни личности в България.

## Издания

### Автори
Каталогът на издателството съдържа над 1500 заглавия, сред тях фигурират едни от най-изтъкнатите имена в световната художествена и документална проза.
Сред авторите на мейнстрийм проза, които „Колибри“ издава на български, са Дъглас Кенеди, Дийн Кунц, Джеймс Патерсън, Харлан Коубън, Стиг Ларшон, Хелън Филдинг, Томас Харис, Ървин Уелш, Камила Лекберг, Лейф Першон, Фредерик Бегбеде, Кейт Мортън, Бернар Вербер, Лаура Ескивел, Филип Джиан, Амели Нотомб, Едуардо Мендоса, Ървин Ялом, Лоран Гунел, Фред Варгас, Юнас Юнасон, Долорес Редондо, Марк Леви, Александер Сьодерберг, Сесилия Ахърн, Фабио Воло, Джон льо Каре, и др.
През 2012 г. „Колибри“ издава бестселъра „Вакантен пост“, първият роман на Джоан Роулинг за възрастни. През 2014 г. излизат „Зовът на кукувицата“ и „Копринената буба", които поставят начало на криминалната поредица, подписана от Робърт Галбрейт (псевдоним на Джоан Роулинг).
Сред авторите на високохудожествена проза с марката на издателството излизат на български Владимир Набоков, Жозе Сарамаго, Патрик Модиано, Кърт Вонегът, Исабел Алиенде, Жоржи Амаду, Симон дьо Бовоар, Марио Варгас Льоса, Греъм Грийн, Джон Стайнбек, П. Г. Удхаус, Вирджиния Улф, Жан-Мари Гюстав Льо Клезио, Маргьорит Дюрас, Итало Калвино, Труман Капоти, Даниел Келман, Милан Кундера, Джон Максуел Кутси, Хорхе Луис Борхес, Иън Макюън, Харуки Мураками, Пол Остър, Милорад Павич, Филип Рот, Салман Рушди, Людмила Улицка, Франсоаз Долто, Ролан Барт, Вим Вендерс, Сири Хуствет, Пиер Льометр, Джонатан Франзен, Ан Тайлър, Джонатан Лител, Кейт Аткинсън, и много други.
В портфолиото на „Колибри“ присъстват и български творци, в т. ч. утвърдени имена като Кристин Димитрова, Васил Кинов и Анжел Вагенщайн (награда на Сорбоната „Алберто Бенвенист“, награда „Жан Моне“ за съвременна европейска проза, 2004), Чавдар Шинов, Александър Шпатов, Росица Ташева (награда за съвременна българска проза „Хеликон“, 2010), както и автори, които „Колибри“ тепърва утвърждава, като Катерина Хапсали, Соня Тодорова, Андрей Велков и Велина Минкова. „Колибри“ е издател и на книгите на известния историк и ректор на софийския университет Иван Илчев, на първия демократично избран президент на България д-р Жельо Желев и на първия български еврокомисар Меглена Кунева.
Издателството запозна българската публика с диетологичните книги на д-р Фредерик Салдман, д-р Майкъл Мозли, д-р Тиери Ертог. Пиер Дюкан е най-продаваният автор на нехудожествена проза в течение на няколко години в България, чиято книга „Как да отслабнем завинаги“ е маркетингов феномен.

### Поредици
Сред най-престижните и търсени колекции на издателството са „Съвременна европейска проза“, „Модерна класика“, „Амаркорд“, поредици популярна психология, документални и исторически книги, детски книги, създадени в копродукция с водещи европейски издателства. Библиотека „Амаркорд“ и „Съвременна европейска проза“ са уникални по рода си поредици, носители на престижни национални награди. Отличават се с концепцията на подбор и организация на заглавията, както и с художественото си оформление.
Поредица „Световна класика" включва емблематични произведения на Джордж Елиът, Чарлз Дикенс, Йожен Сю, Луис Карол.
Сред авторите на тийнейджърска проза, чиито произведения „Колибри“ лансира на българския литературен пазар, се нареждат прочути по цял свят имена: Гейл Форман, Кели Армстронг, Джон Хардинг, Питакъс Лор, Лоръл К. Хамилтън и Мишел Зинк.
Актуална за издателството е поредица „Галактики“, която обединява шедьоври на фентъзи и фантастичния жанр.
Издателство „Колибри“ е лидер в предлагането на литература в помощ на родителите. Регулярно се организират семинари „Трениране на успешни родители" по системата на д-р Томас Гордън, участие в традиционния форум „Дни на Франсоаз Долто в България" и др. По покана на „Колибри" и „Първите 7“ в България два пъти гостува световноизвестният канадски психотерапевт и експерт във възпитанието и отглеждането на деца Алисън Шейфър.

### Учебна литература
Издателство „Колибри“ издава в областта на чуждоезиковото обучение по френски, испански и италиански, специализирано е в издаването на учебна и учебно-помощна литература както за ученици и студенти, така и за курсисти в езикови курсове и за индивидуална подготовка по чужд език. „Колибри“ предлага пълна гама двуезични речници: английски, немски, руски, испански, френски, италиански, португалски, гръцки, турски език, еднопосочни или двупосочни, в различни формати и обем думи. В авторските колективи взимат участие едни от най-добрите професори, преводачи, преподаватели, редактори по чужди езици, някои от които са част от катедрите по чужди езици в СУ „Св. Климент Охридски“, ВТУ „Св. св. Кирил и Методий“ и др. Речници и учебни помагала, издадени от „Колибри“ се продават във Франция, Испания, Италия, Германия и Великобритания.
Дейността на издателството се допълва от вноса от Франция, Испания, Италия и други европейски държави на учебна, учебно-помощна, специализирана и художествена чуждоезикова литература. „Колибри“ е най-големият вносител на оригинални езикови системи по френски, испански и италиански език за България, някои от които са минали през процедури за одобряване в МОН и са част от учебния процес в цялата страна.

### Детска литература
„Колибри“ поддържа дългосрочни отношения със световноизвестни компании и брандове като „Larousse“. От 2013 г. „Колибри“ стартира поредица книжки за „Дора Изследователката“, една от най-прочутите и актуални анимационни героини. На разположение на малчуганите са богато илюстрирани книжки, енциклопедии, забавни четива за приключенията на Малкия Никола̀, Спондж Боб Квадратни гащи, Пчеличката Мая и други легендарни герои, любимци на децата от всички краища на света.
Налице е поредица от заглавия за малкия Николà, адаптирана за малчугани, които правят първи стъпки в четенето.
Съдържанието на книжките от поредицата за Спондж Боб Квадратни гащи следва съдържанието на филмчетата. Проектът на MTV и техния специализиран канал Никелодеон, които стоят и зад серията за Дора Изследователката, е сред най-гледаните и обсъждани детски поредици през последните години. Историите са смешни и поучителни и са подходящи за деца на възраст от 3 до 10 години.

## Инициативи
„Колибри“ редовно участва в панаири и други инициативи, свързани с книгата, в София и страната, както и на панаири на книгата в чужбина. Издателството организира местни премиери и срещи с всичките си български автори, както и многообразни събития по отношение на проектите, които заслужават специално внимание. По покана на „Колибри“ с българската публика са се срещали Нанси Хюстън, Жан-Клод Кариер, Хорхе Волпи, Андрей Кончаловски, Дейвид Линч, Андрей Макин, Бернар Вербер, Алисия Хименес Бартлет, Вим Вендерс, Мари Дарийосек, Юли Це, Инка Парай, Владимир Каминер, Лоран Гунел, Роса Монтеро, Фредерик Бегбеде, Павел Хюле, Катрин Панкол, Гоце Смилевски, Фолкер Шльондорф, Лаура Ескивел, Паоло Джордано, Кун Петерс, Антония Кер, Хосе Карлос Сомоса, Мириам Сежер, Ким Монзо, Ким Тхуи, Висенте Ботин, Марио Варгас Льоса, Дан Лунгу, Михайло Пантич, Ахмед Юмит, Силви Вартан, Алисън Шейфър, Херман Кох, Владислава Войнович, Фредерик Салдман, Лоранс Плазне, Юхан Теорин, Катарина Масети, Лидия Димковска, Клара Санчес, Давид Фоенкинос, Лучия Джованини, Гийермо Мартинес, Иван Миклош, Маргарет Мацантини, Серджо Кастелито, Дъглас Кенеди, Ерез Ахарони, Пьотр Пажински, Кристфрид Тьогел.
- Щанд на издателството на „Панаира на книгата“ в София
- Силви Вартан представя книгата си „Мама...“
- Катерина Хапсали на представянето на книгата си „Сливовиц“

## Пионери в издаването на електронни книги
„Колибри“ предлага над 200 е-книги от всички жанрове: съвременна художествена проза, модерна класика, фентъзи и фантастична литература, развлекателни четива и заглавия в помощ на родителите. „Колибри“ е първата българска издателска къща, която стартира разпространение и доставка на книги и е-книги чрез Amazon и Apple за българите по всички краища на света. През 2015 година за втори път издателство „Колибри" организира Конференция за дигитални технологии и иновации в книгоиздаването.

## Награди
За дейността си издателство „Колибри“ е отличено с множество награди и номинации:
- Издателството три пъти става носител на годишната награда на Асоциацията на българските книгоиздатели „Бронзов лъв“ – за най-добър издателски проект (библиотека „Амаркорд“) и за най-добре издадени книги;
- Награда и звание Лауреат на Златно перо за принос към българската култура;
- Почетна грамота от Министерството на културата за принос в развитието и популяризирането на българската култура;

- Диплом за Стефан Касъров и номинация за наградата „Христо Г. Данов“ в категория Изкуство на книгата;
- 2010 – Георги Ангелов е отличен с националната награда „Христо Г. Данов“ в категория Преводна художествена литература за превода на „Доброжелателните“ от Джонатан Лител;
- 2012 – издателство „Колибри“ печели отличие в няколко категории в рамките на Първите годишни читателски награди „Книга за теб“: Награда на публиката „Любимо издателство“, Награда на блогърското жури „Най-добра детска книга“ за „Ваканциите на малкия Никола“ от Госини и Семпе, Награда на публиката „Най-добра детска книга“ за „Ваканциите на малкия Никола“ от Госини и Семпе, Награда на блогърското жури „Най-добра чуждестранна художествена книга“ за „Кървави книги“ от Клайв Баркър, Награда на блогърското жури „Най-добър превод“ – Иван Атанасов за „Кървави книги“ от Клайв Баркър.
- 2013 – издателство „Колибри“ е отличено с националната награда „Христо Г. Данов“ в категория Преводна художествена литература за своята престижна поредица „Съвременна европейска проза“.
- През 2014 г. „Колибри“ печели титлата БГ Сайт 2014 в категория Култура и изкуство за своята интернет страница.
- Десетки автори и преводачи на „Колибри“ имат авторитетни професионални отличия: Росица Ташева (награда „Хеликон“), Кристин Димитрова (награда „Христо Г. Данов“), Анжел Вагенщайн (Награда за европейска литература Jean-Monnet), Иглика Василева (Награда на СПБ за превода на „Орландо“), Евгения Панчева (Награда на СПБ за превода на „Тамерлан Велики“) и много други.